# Gulstreckad snårsparv
Gulstreckad snårsparv (Atlapetes citrinellus) är en fågel i familjen amerikanska sparvar inom ordningen tättingar.

## Utbredning och systematik
Fågeln förekommer i Anderna i nordvästra Argentina. Den behandlas som monotypisk, det vill säga att den inte delas in i några underarter.

### Familjetillhörighet
Tidigare fördes de amerikanska sparvarna till familjen fältsparvar (Emberizidae) som omfattar liknande arter i Eurasien och Afrika. Flera genetiska studier visar dock att de utgör en distinkt grupp som sannolikt står närmare skogssångare (Parulidae), trupialer (Icteridae) och flera artfattiga familjer endemiska för Karibien.

## Status
Arten har ett begränsat utbredningsområde och tros minska i antal. IUCN kategoriserar ändå arten som livskraftig.